# Сумідеро (каньйон)

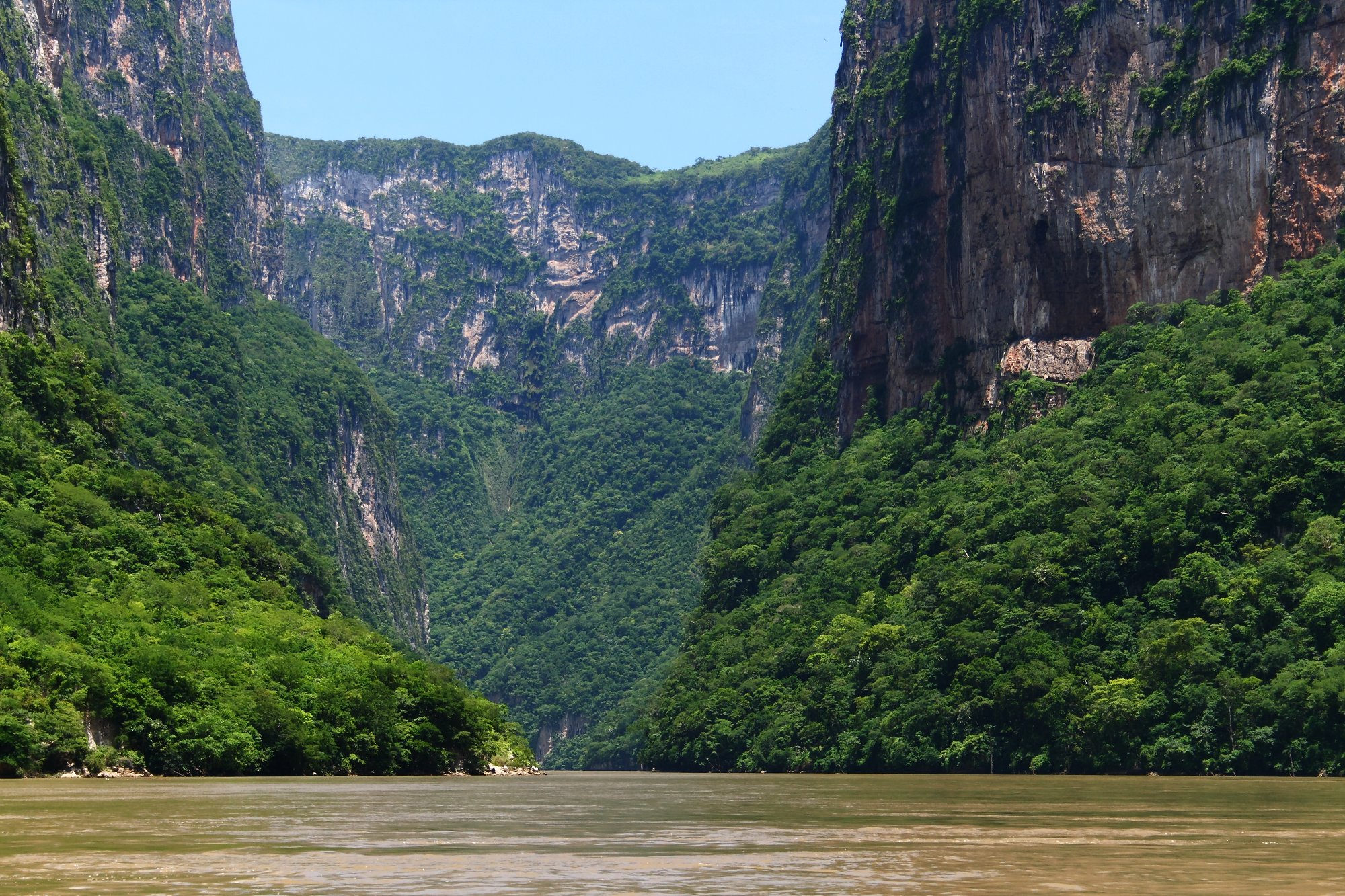
Каньйон Сумідеро

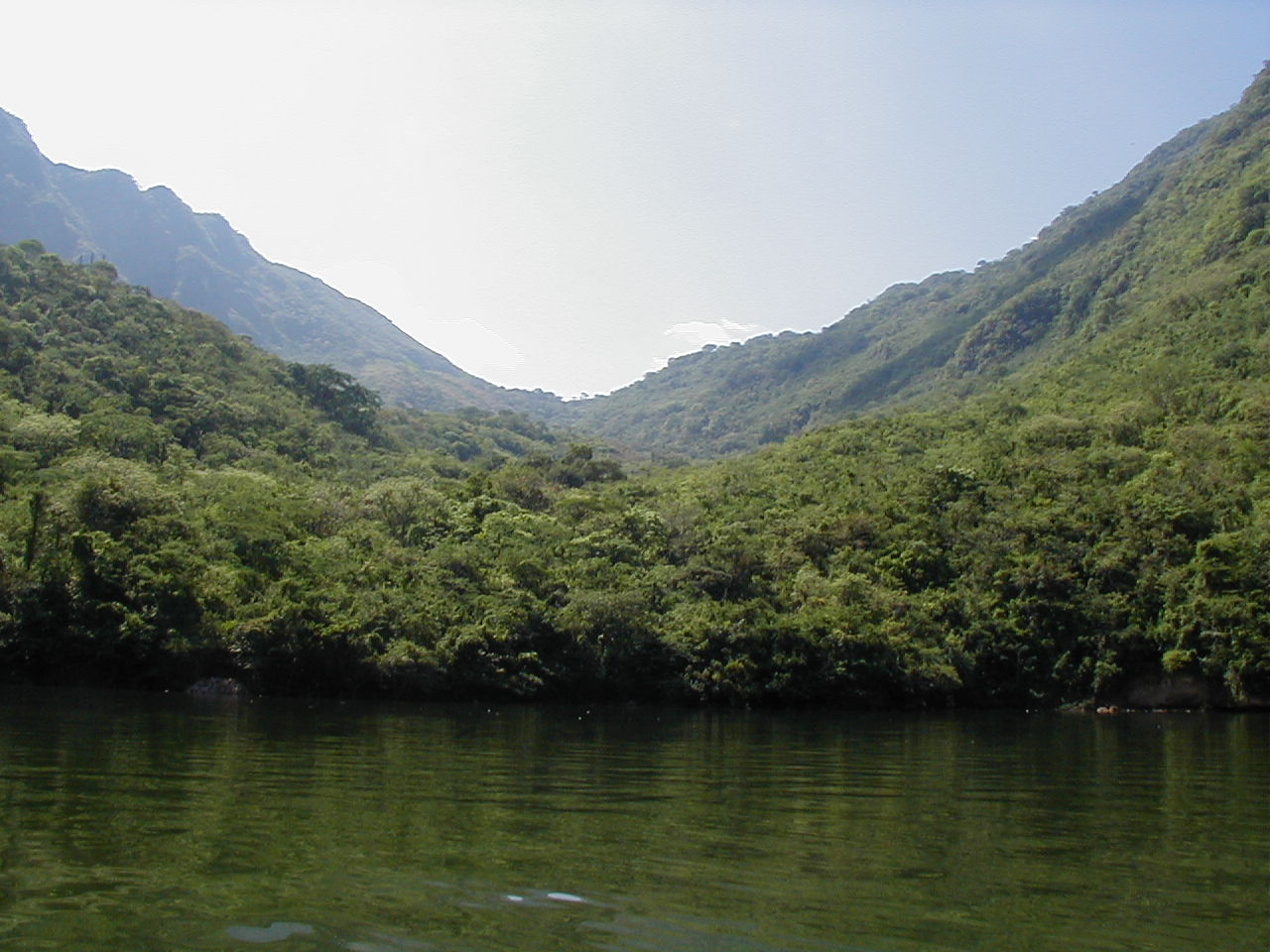
Екологічний заповідник в каньйоні Сумідеро

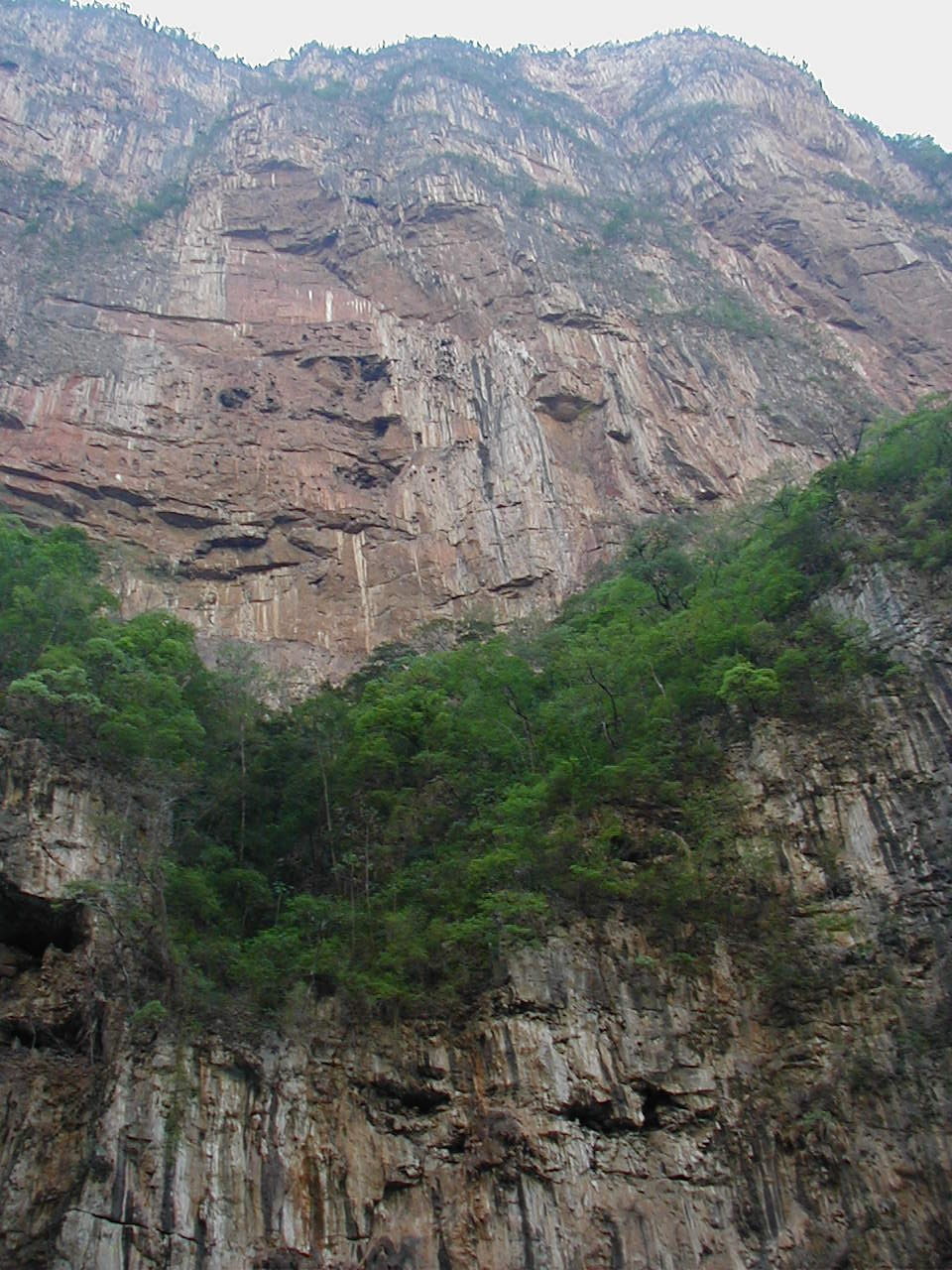
Стіна каньйону

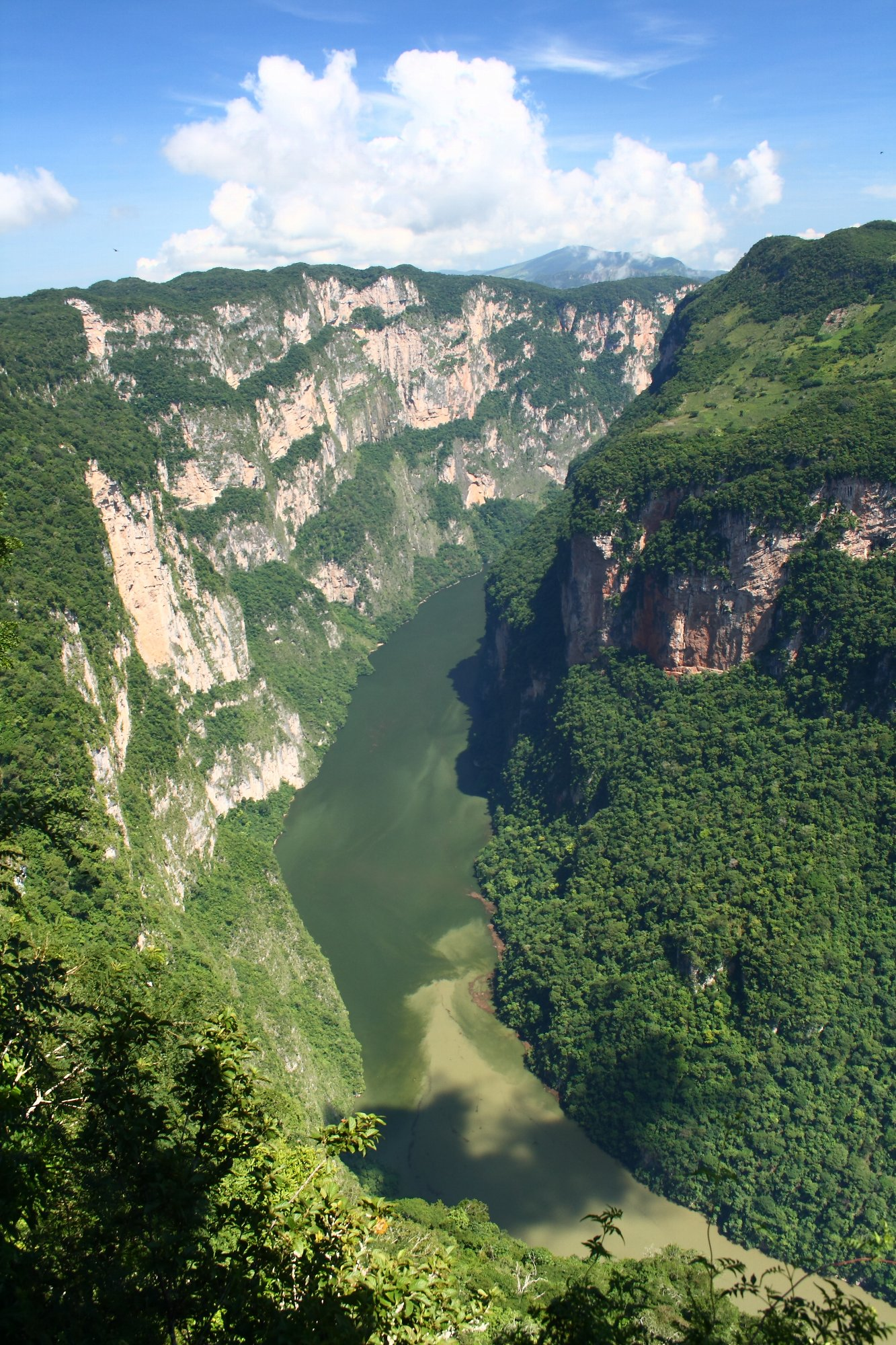
Рівень хмар з вершини каньйону

16°50′54″ пн. ш. 93°06′20″ зх. д. / 16.848333333333° пн. ш. 93.105555555556° зх. д.
Каньйон Сумідеро (ісп. Cañón del Sumidero) — каньйон, розташований приблизно за 40 км від міста Тустла-Гутьєррес, столиці мексиканського штату Чіапас. Його верхній рівень знаходиться на висоті 900 метрів вище за рівень моря, по каньйону тече річка Гріхальва, яка тече через штати Чіапас і Табаско та впадає у Мексиканську затоку. З південного краю, каньйон починається біля міста Чіапа-де-Корсо і вливається в резервуар гідроелектростанції Мануель Морено Торрес (Manuel Moreno Torres), відомий як Чікоасен (Chicoasén).
Каньйон утворився в результаті геологічного розлому протягом Плейстоцену. Каньйон вважається важливою туристичною пам'яткою штату Чіапас. Важливість каньйону для штату настільки велика, що його силует — основа герба штату Чіапас. У каньйоні поширена велика різноманітність живої природи, зокрема крокодилів.